# Brook Island
Brook Island – niezamieszkana wyspa w Zatoce Frobishera, w Archipelagu Arktycznym, w regionie Qikiqtaaluk, na terytorium Nunavut, w Kanadzie. W pobliżu Brook Island położone są wyspy: Brigus Island, Falk Island, Gay Island, Precipice Island i Smith Island.